# Heinrich Wilhelm van Starhemberg

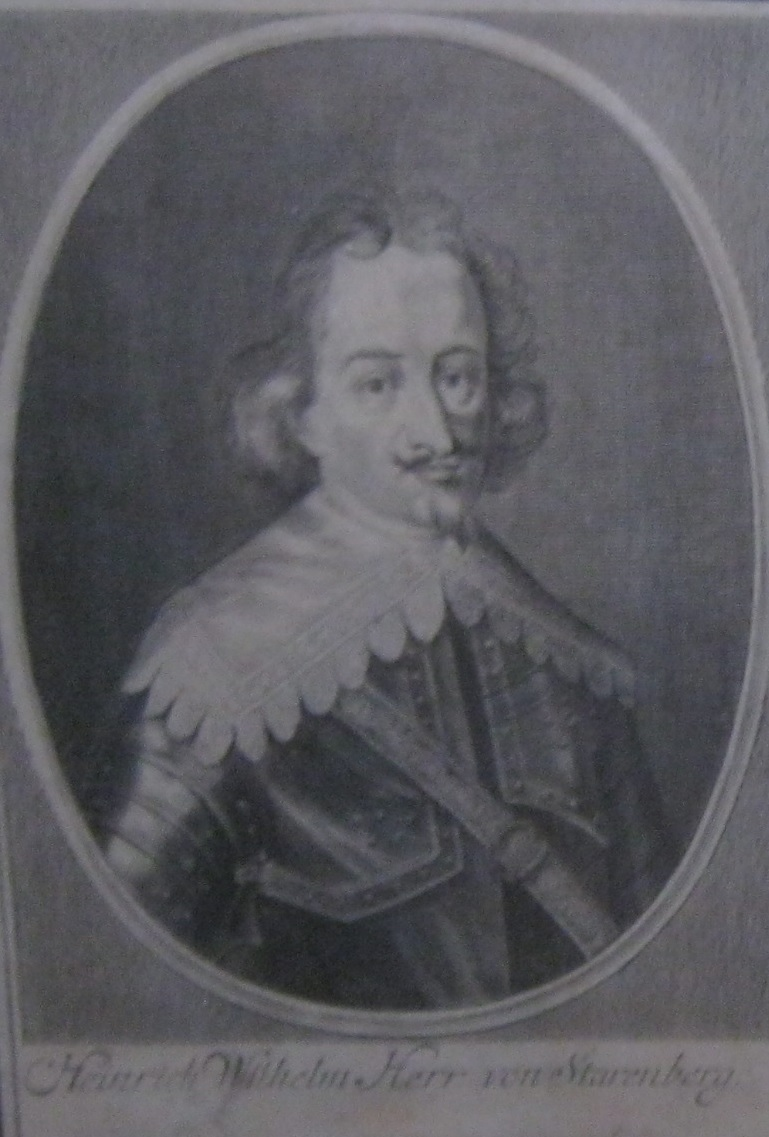

Heinrich Wilhelm rijksgraaf van Starhemberg (Riedegg, 28 februari 1593 - Wenen, 2 april 1675) was een Oostenrijks edelman uit het oude geslacht Starhemberg en veldheer.
Hij streed in de Dertigjarige Oorlog eerst als officier in het leger van de Habsburgse keizer en daarna als opperluitenant van een eigen Beiers regiment onder Johan t’Serclaes van Tilly. Tijdens de Oostenrijkse boerenopstand van 1626-1628 speelde hij een bemiddelende rol.